# Peggy Olmi
Pour les articles homonymes, voir Olmi.
 (août 2022).
Si vous disposez d'ouvrages ou d'articles de référence ou si vous connaissez des sites web de qualité traitant du thème abordé ici, merci de compléter l'article en donnant les références utiles à sa vérifiabilité et en les liant à la section « Notes et références ».
Peggy Olmi, née à Paris le 12 avril 1976, est une journaliste et animatrice de télévision française d'origine corse.

## Biographie
Après des études en hypokhâgne option science politique, en khâgne option lettres modernes, et des études de lettres à l'université Paris X (Nanterre), Peggy Olmi travaille comme pigiste pour la presse écrite : Marianne, Première, ELLE entre autres.
En septembre 2000, elle rejoint France 3 pour présenter et réaliser des reportages pour À toi l'actu@ !, un journal télévisé pour les enfants de 6 à 12 ans diffusé tous les après-midi de la semaine en direct. Elle présente ce rendez-vous en alternance avec Thomas Sotto (septembre 2000 - juin 2001) puis avec François Barré (septembre 2001 - juin 2002).
Pendant la saison 2002/2003, elle devient chroniqueuse et réalisatrice de reportages dans l'émission Rive Droite / Rive Gauche de Thierry Ardisson sur Paris Première. En septembre 2003, elle devient rédactrice en chef, réalisatrice de reportages et chroniqueuse pour La Vie d'ici sur France 3 Île-de-France. Parallèlement, elle assure une critique littéraire dans l'émission Vol de nuit de Patrick Poivre d'Arvor sur TF1.
Pendant la saison 2005/2006, elle présente Plus près des artistes, une quotidienne culturelle sur France 4, fabrique et coanime sur France 5 une émission scientifique mensuelle Question science et Les détectives de l'histoire avec Laurent Joffrin, Éric Lemasson et Corinne Vaillant, qui restera à l'antenne jusqu'en 2010.
Elle travaille aussi régulièrement pour des émissions en direct (La Nuit Blanche, Tout le monde ELA...).
Depuis 2005, elle s'offre une parenthèse annuelle divertissante en commentant, en direct, les demi-finales de l'Eurovision sur France 4 seule, puis avec Éric Jean-Jean (2006) et enfin Yann Renoard (2007-2010).
En septembre 2006, elle est présentatrice et rédactrice en chef d'une émission culturelle hebdomadaire sur France 3 et France 4 CQFV (Ce qu'il faut voir).
À partir d'octobre 2006, elle présente Mondes et Merveilles, une émission hebdomadaire scientifique sur France 5 tous les mercredis soir en prime time.
En 2007, elle réalise des dizaines de reportages pour le magazine des coulisses télé Pour vos yeux (diffusé sur les chaînes du groupe France Télévisions).
En 2008, elle rejoint Igor et Grichka Bogdanoff sur France 2 pour la nouvelle émission scientifique, Science X qui s'appellera ensuite Science 2, où elle s'occupe de la santé et des nouvelles technologies médicales. Elle y réalise des reportages, prépare les interviews avec les spécialistes et enquête sur les thèmes qu'elle développe à l'antenne. Elle prend aussi la rédaction en chef de deux magazines (magazine consommation-argent et magazine bien-être) sur Vivolta.
En 2009, Peggy devient rédactrice en chef de la grande émission « spéciale Lune » qui célèbre le 40e anniversaire du premier pas sur l'astre sélène (diffusée sur France 2 en 2e partie de soirée en juillet 2009). Elle est ensuite recrutée par la société d'Emmanuel Chain, Éléphant & Cie, pour assurer la rédaction en chef de Galileo, magazine « scientifico-divertissant » présenté par Véronique Mounier et diffusé sur TMC.
Peggy Olmi enchaîne avec la rédaction en chef de 100 % Mag pour la société Ligne de Front.
Elle travaille depuis août 2010 comme productrice de magazines et auteur, en particulier pour l'émission Les Pouvoirs extraordinaires du corps humain, avec Adriana Karembeu et Michel Cymes, diffusée en prime time sur France 2 dont elle assure la voix-off.